# 森町立駒ヶ岳中学校
森町立駒ヶ岳中学校（もりちょうりつこまがたけちゅうがっこう、英: mori municipal komagatake junior high school）は、かつて北海道茅部郡森町にあった公立中学校。略称は「駒中」（こまちゅう）。

## 教育目標
- たくましい身体をもち、勤労を尊ぶことのできる人間を育成する。
- 忍耐強く積極的に行動し、常に新しい生活を開拓していく人間を育成する。
- 物事をよく見つめ、深く考えて新しいものを創造していける人間を育成する。
- たがいに認めあい、思いやりの心と豊かな心を持った人間を育成する。

## 沿革
- 1947年（昭和22年） - 森町立森中学校駒ヶ岳分校を開設。小学校の一教室を中学校の教室と定めて、全学年男女共学で複式授業を開始。
- 1948年（昭和23年） - 2教室を小学校と共有し、二部授業を行う（中学校は午後授業）。
- 1949年（昭和24年） - 独立し、駒ヶ岳中学校となる。
- 1953年（昭和29年）9月 - 洞爺丸台風によって校舎が被害を受ける。
- 1959年（昭和34年） - 北海道学校植林コンクール第1位入賞、北海道植林コンクール2位入賞。
- 1960年（昭和35年）3月 - 赤井川中学校の独立のため、赤井川地区の生徒は同校に転校する。
- 1961年（昭和36年）1月 - 北海道学校植林コンクールで、PTAが功労者賞、学校が優良校を受賞。
- 1962年（昭和37年） -  父母と先生の会が同知事及び土縁化推進委員会より表彰される。
- 1964年（昭和39年）9月 -  東京オリンピックの聖火リレーに参加。
- 1968年（昭和43年）12月 -  開校記念日が12月1日と定められる。
- 1969年（昭和44年）11月  - 学校植林が木原営林大和事業団より道内優秀5校の1つとして受賞、奨励金20万円を受ける。
- 1977年（昭和52年）8月 - 全道ソフトボール大会で準優勝。
- 1979年（昭和54年）10月 - 開校30周年記念式典を挙行。
- 1981年（昭和56年） - 町内の7つの中学校が森町立森中学校に統合となることに伴い廃校。

## 学校植林の成果[1]
- 駒ヶ岳中学校の初代校長は、「郷土百年の計は、児童・生徒の森林資源の保護教育の心の成果が、郷土愛を培い、将来豊かな郷土平和な駒ヶ岳なり」と考え、1949年から学校植林を教育の中に取り入れ、生徒の手によってカラマツの植樹が行われた。その後、1966年に森町に移管するまでの17年間で、植えられた木の本数は5万本、植林地の面積は約17ヘクタールに達した。

| 年度   | 面積（ha） | 本数   |        | 年度  | 面積（ha） | 本数 |
| 昭和24 | 0.42       | 1,500  | 昭和33 | 1.80  | 6,000      |      |
| 昭和25 | 0.50       | 1,500  | 昭和34 | 1.00  | 3,000      |      |
| 昭和26 | 0.50       | 1,500  | 昭和35 | 1.00  | 3,000      |      |
| 昭和27 | 0.35       | 1,000  | 昭和36 | 1.00  | 3,000      |      |
| 昭和28 | 0.66       | 2,000  | 昭和37 | 1.00  | 3,000      |      |
| 昭和29 | 1.00       | 3,000  | 昭和38 | 1.00  | 3,000      |      |
| 昭和30 | 1.00       | 3,000  | 昭和39 | 1.00  | 3,000      |      |
| 昭和31 | 0.50       | 1,000  | 昭和40 | 1.00  | 3,000      |      |
| 昭和32 | 2.20       | 6,000  | 昭和41 | 1.00  | 3,000      |      |
| 小計   | 7.13       | 20,500 | 小計   | 9.80  | 30,000     |      |
|        |            |        | 合計   | 16.93 | 50,500     |      |

## アクセス
- JR北海道函館本線駒ヶ岳駅より徒歩 約8分
- 函館バス駒ヶ岳駅通より徒歩 約10分